# Mansfield (Nottinghamshire)
Mansfield ist eine Gemeinde im englischen Nottinghamshire und Sitz des Distrikts Mansfield. Mansfield liegt am River Maun (nach dem es benannt ist), zwischen Nottingham und Sheffield und hat etwa 67.000 Einwohner.

## Geschichte
Eine Siedlung existierte in Mansfield bereits seit dem Jahr 70 n. Chr. Auch im Domesday Book von 1086 wird es erwähnt. Damals bestand in Mansfield ein militärischer Vorposten für Yorkshire, das sich gegen die normannischen Invasoren noch einige Zeit wehrte. In der Zeit der Normannenherrschaft war Mansfield dann Hauptort für den Sherwood Forest. Daniel Defoe stattete dem Ort 1725 einen Besuch ab. Mansfield ist seit dem 19. Jh. durch die Industrialisierung geprägt. D. H. Lawrence beschrieb Mansfield als einst romantischen Ort, der sich in eine enttäuschende Grubenstadt verwandelt habe. Mit der Ende des 20. Jhs. einsetzenden Krise im Bergbau und deren Folgeerscheinungen hat auch Mansfield zu kämpfen. In Kreisen der organisierten Arbeiterschaft ist negativ in Erinnerung, dass sich die Mansfielder Kumpel nicht am  Britischen Bergarbeiterstreik 1984/1985 beteiligt hatten. Die Schließung mehrerer Zechen führte zu erhöhter Arbeitslosigkeit und gravierenden sozialen Problemen.

## Sehenswürdigkeiten
Die Stadt verfügt über ein Museum. Sehenswert ist außerdem das Palace Theatre. Im Zentrum des Ortes liegt ein großer Marktplatz mit entsprechenden Einkaufsmöglichkeiten.

## Freizeit
Mansfield verfügt über ein Kino, Schwimmbäder und nicht weniger als 4 Nachtclubs, sowie zahlreiche Pubs und Bars. Der Ort ist Heimat des international bekannten "Catnamus Girls Choir". Die Fußballmannschaft von Mansfield ist der Mansfield Town F.C., auch als "Stags" bekannt. Die traditionelle Rivalität Mansfields mit den unweit gelegenen Städten Chesterfield und Doncaster beruht im Wesentlichen auf der Gegnerschaft zwischen den jeweiligen Fußballvereinen.

## Verkehr

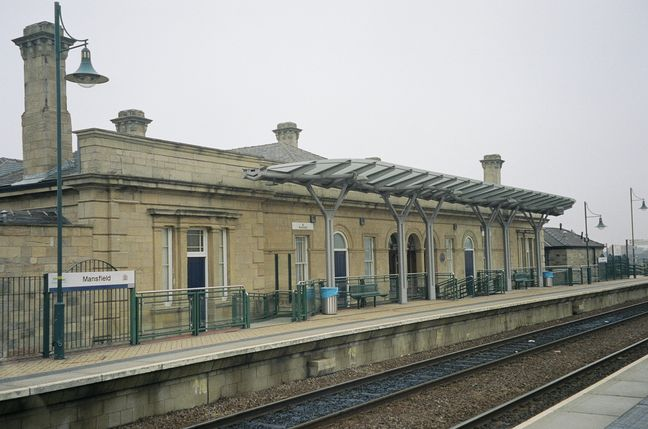
Bahnhof Mansfield

Mansfield war Endhaltestelle der 1819 errichteten Mansfield and Pixton Railway, einer frühen Pferdeeisenbahn, die später in der Midland Railway aufging. Bis in die 1950er Jahre bestand am Ratcliffe Gate ein Bahnhof für Personenverkehr an der LNER-Bahnlinie, während ein weiterer Bahnhof an der Cambridge Street von der LNER-Linie bis in die 1970er Jahre angefahren wurde. Mit dessen Schließung wurde Mansfield zur größten Stadt in Großbritannien ohne Eisenbahnanbindung. In den 1990er Jahren erhielt die Stadt wieder einen Bahnhof, der an der Robin Hood Line zwischen Nottingham und Worksop liegt. Ansonsten ist die Stadt in das Netz der Buslinien der Region eingebunden, wobei der zentrale Busbahnhof allerdings als sozialer Brennpunkt gilt. Im Fernstraßenverkehr ist Mansfield an den Motorway M1 London-Leeds angeschlossen und Endpunkt der A38 road von Cornwall über Bristol und Birmingham.

## Persönlichkeiten

### Söhne und Töchter der Stadt
- James Collinson (1825–1881), Maler
- John Medley Wood (1827–1915), englisch-südafrikanischer Botaniker
- Holmes Herbert (1882–1956), Schauspieler
- Walter Edwards (1924–2018), Fußballspieler
- John Ogdon (1937–1989), Pianist und Komponist, geboren in Mansfield Woodhouse
- John Whetton (* 1941), Mittelstreckenläufer
- Mirko Smiljanic (* 1951), Hörfunk- und Wissenschaftsjournalist
- Dale Winton (1955–2018), Radio-DJ und Fernsehmoderator
- Steve Ogrizovic (* 1957), Fußballtorhüter
- John Balance (1962–2004), Musiker
- Gareth Marriott (* 1970), Kanute
- Greg Owen (* 1972), Profigolfer
- Richard Bacon (* 1975), Fernsehmoderator
- Ben Birchall (* 1977), Motorradrennfahrer
- Lee Spick (1980–2015), Snookerspieler
- Kris Commons (* 1983), schottischer Fußballspieler
- Josanne Potter (* 1984), Fußballspielerin
- Tom Scott (* 1984), YouTuber
- James Perch (* 1985), Fußballspieler
- Rebecca Adlington (* 1989), Schwimmerin
- Ava Dalush (* 1989), Pornodarstellerin
- Joshua Ward-Hibbert (* 1994), Tennisspieler
- Molly Renshaw (* 1996), Schwimmerin
- Lee Buchanan (* 2001), Fußballspieler
- Eiran Cashin (* 2001), englisch-irischer Fußballspieler

### Mit Mansfield verbunden
- Alvin Stardust (1942–2014), Sänger und Schauspieler, in Mansfield aufgewachsen

## Partnerstädte
- Mansfield, Ohio, USA
- Mansfield, Massachusetts, USA
- Heiligenhaus, Deutschland